# Julian Wheatland
Julian David Wheatland (né en juillet 1961) est un homme d'affaires et financier anglais. À la date du 1er mars 2021, il dirigeait ou avait dirigé au Royaume-Uni 30 entreprises différentes (32 selon une autre source), dont 13 basées au même endroit (Parr House, 215 Cumnor Hill, à Oxford) selon le registre anglais du commerce et des sociétés (Companies House)J Wheatland est un soutien politique du Parti conservateur.
Il s'est notamment fait connaitre dans la seconde partie des années 2010 par ses responsabilités dans le scandale des données Facebook-Cambridge Analytica/AggregateIQ. Ce scandale a mis au jour un système de manipulation mentale de masses d'électeurs. Il était notamment basé sur une énorme quantité de données personnelles volées sur les comptes Facebook de 47 millions d'internautes.

## Éducation, formation
Il se présente comme ingénieur agréé et diplômé en génie électrique et électronique (par l'université de Leeds en 1985).

## Carrière d'entrepreneur et investisseur
Julian Wheatland se présente (sur Linkedin) comme un « entrepreneur en série avec une expérience dans le financement, la création, la direction et le développement d'un large éventail d'entreprises ».
Il aurait été introduit dans le conseil d'administration du Groupe SCL, une «société de recherche comportementale et de communication stratégique», par le magnat de l'immobiliser, milliardaire et donateur du parti conservateur anglais, Vincent Tchenguiz, via sa holding, le "Consensus Business Group". Wheatland est l'un des anciens employés de Tchenguiz, et il en fut un proche associé. Il est introduit dans SCL peu après que Tchenguiz y ait investi des sommes considérables (2005). Wheatland est ensuite nommé président de SCL Group. Tchenguiz a été actionnaire principal du Groupe SCL durant plus de 10 ans, jusqu'en 2015 où il a vendu toutes ses actions (quelques semaines après que Cambridge Analytica ait commencé à travailler à la campagne présidentielle du Conservateur américain Ted Cruz.
Ainsi que Tchenguiz, Wheatland a aussi investi en Europe de l'Est :
- En Bulgarie, il a fondé « Cosmos Technology » dont il est le PDG. Cette entreprise s'est donnée comme but d'aider les entreprises technologiques bulgares à « atteindre les marchés internationaux ». Sur une version archivée du site Web de cette société, ses deux seuls partenaires étaient ISIS Enterprise (devenue Oxentia, une entreprise de «technologie et d'innovation» de l’Université d’Oxford) et Airbus Helicopters[4]. Wheatland travaillera aussi pour l'armée et l'OTAN via le Groupe SCL.
- en Roumanie, il intervient via le Groupe SCL Group, qui a créé une filiale locale : SCL Romania, dirigée par Peter Imre, un ancien employé du Lobby du tabac devenu un homme d'affaires important, et gendre de Teodor Meleșcanu ancien ministre de La Défense (2007-2008), et alors ministre des affaires étrangères de Roumanie[4]. Un contrat de 50 000 $ a été signé entre SCL et la société Andreae and Associates (public en vertu de la loi américaine sur l'enregistrement des agents étrangers)[5], précisant que «le déclarant fournira des services de relations gouvernementales, de communication et d'affaires publiques à SCL Social (dont Julian Wheatland était alors PDG) dans le cadre de ses efforts de lutte contre la corruption en Roumanie». Andreae & Associates est une société américaine de « relations stratégiques » et une officine de lobbying créée par Charles Andreae, ancien PDG de Bell Pottinger. Cette entreprise est connue pour avoir œuvré en proximité avec la CIA en Irak, et avoir avoué avoir créé de fausses vidéos de propagande d'Al-Qaïda[4]. 
SCL a aussi été relié avec la Roumanie d'une autre manière : Le prédécesseur du lanceur d'alerte Christopher Wylie, alors qu'il était en mission au Kenya pour Cambridge Analytica (peu avant que C Wylie y soit envoyé pour le remplacer) a été victime d'une mort suspecte, dans sa chambre d'hôtel (il aurait pu avoir été empoisonné), or il est le fils d’un autre ministre roumain[4] ce pourquoi plusieurs enquêtes journalistiques ont été publiées sur cette affaire et sur les opérations de SCL en Roumanie[5].

Julian Wheatland a aussi été le dernier PDG de Cambridge Analytica , et a dirigé 6 de ses filiales : SCL Analytics Limited ; SCL Commercial Limited et SCL Social Limited ; SCL Elections Limited ; SCL Insight Limited et Cambridge Analytica (UK).

c'est lui qui, à ce titre, a en avril 2018, mis cette société en faillite après les scandales d'influence et d'ingérence politique dans lesquels lui-même, SCL et Cambridge Analytica, ainsi qu'AggregateIQ étaient en cause. Il a dirigé Emerdata (qui a repris les activités et une partie du personnel des entreprises listées ci-dessus) du 11 aout 2017 au 22 mai 2019.
J. Wheatland est aussi le PDG de Fanalytica Limited (créée le 8 septembre 2017 et dissoute le 13 octobre 2020).
Il est aussi PDG de Hatton International, un cabinet de conseil en technologie et en finance basé à Woodford Green, dans l'Essex. Il dirige ce cabinet depuis sa création lors de la crise de 2008, le 5 novembre (dernière vérification : 4 mars 2021).
Julian Wheatland a aussi dirigé (du 15 juin 2006 au 12 septembre 2012) le « Renewable Energy Forum » (Renewable Energy Forum Limited, créé en 2000).
Selon le Times (2020), le 7 septembre 2020, J Wheatland est revenu dans la City de Londres comme directeur général de « Cornerstone FS Plc », entreprise qui a acquis au même moment (septembre 2020) « FXPress Payment Services Ltd », une société de services de change et de paiement. Selon un communiqué de Cornerstone (12 juillet 2022) : J. Wheatland « a décidé de quitter son poste chez Cornerstone avec effet immédiat. Il a accepté de faciliter un transfert ordonné de ses responsabilités à l’ensemble de l’équipe de direction », tout en restant disponible pour aider Cornerstone en cas de besoin.

## Sur l'échiquier politique
Julian David Wheatland est aussi un politicien, de droite ; au printemps 2015, il a participé à la campagne de David Cameron. Cette même année il s'est présenté comme candidat conservateur aux élections du conseil de district de la vallée de White Horse, dans l'Oxfordshire. Avec seulement 1276 voix il a perdu, se retrouvant derrière deux candidats libéraux démocrates.
Il a été jusqu'en janvier 2017 président de l'« Oxford Conservative Association »" (association des conservateurs d'Oxford West et d'Abingdon) ,,,,, et le Groupe SCL qu'il a dirigé, Au Royaume-Uni et aux Etats-Uni s'est exclusivement mis au service des partis conservateurs ou d'extrême droite.

## Scandale SCL / Cambridge Analytica / AggregateIQ
Dans un premier temps, Cambridge Analytica et AggregateIQ ont tenté de se présenter comme indépendantes entre elles mais The Guardian a noté que la page internet d'Analytica donnait comme numéro de téléphone de sa société-sœur au canada celui d'Aggregate IQ. Ces deux société ont aussi tenté de se présenter comme totalement indépendante de SCL, mais c'est Julian Wheatland (qui n'était alors connu que comme PDG de SCL, qu'il a dirigé durant un an et deux mois, du 7 mars 2017 au 14 Mai 2018) qui signait, en mars 2017, le papier à entête de Cambridge Analytica contenant la réponse faite à une demande officielle déposée par le professeur américain et lanceur d'alerte David Carroll pour un accès à ses données sur Cambridge Analytica en vertu de la loi britannique sur la protection des données. Carroll poursuivait alors Cambridge Analytica en justice dans le but de récupérer ses données privés.
Julian David Wheatland remplace Alexander Nix (licencié après avoir été filmé en flagrant délit de comportements commerciaux délictueux). Wheatland est représenté dans le documentaire The Great Hack publié par Netflix,,.
Wheatland a été mentionné dans les questions du Premier ministre à la Chambre des communes en raison de soupçons de liens occultes et illégaux entre Cambridge Analytica et le Parti conservateur (Royaume-Uni) ; 
Après les faillites autodéclarées du Groupe SCL et de Cambridge Analytica, J. Wheatland a aussi dirigé le Emerdata, devenue société mère de Cambridge Analytica avant son effondrement, puis qui a ensuite pris sa suite ainsi que celle du groupe SCL,. Il affirmait pourtant encore en Juillet 2019, au journal Fast Company qu'il n'était pas question de relancer ces entreprises : « Je suis presque sûr que personne ne songe à essayer de le redémarrer sous un autre prétexte », avait-t-il déclaré.